# سرده (غزنی)
سَردِه روستایی است در وُلُسوالی اندر در ولایت غزنی افغانستان.
این روستا زادگاه کیهان‌نورد افغانی عبدالاحد مُهمَند است.

## خواهرخوانده‌ها
1. سرده (رودسر) روستایی در دهستان سیارستاق ییلاقی بخش رحیم‌آباد شهرستان رودسر استان گیلان
2. سرده (فیروزه) روستایی در دهستان تخت جلگه بخش مرکزی شهرستان فیروزه استان خراسان رضوی
3. سرده (میرجاوه) روستایی در دهستان تمین بخش لادیز شهرستان میرجاوه استان سیستان و بلوچستان
4. سرده (بامیان) روستایی در ولسوالی شیبر در ولایت بامیان در افغانستان
5. سرده (بلخ) روستایی در ولسوالی دولت‌آباد در ولایت بلخ در افغانستان